# Hana
För andra betydelser, se Hana (olika betydelser).
Hana kan vara:

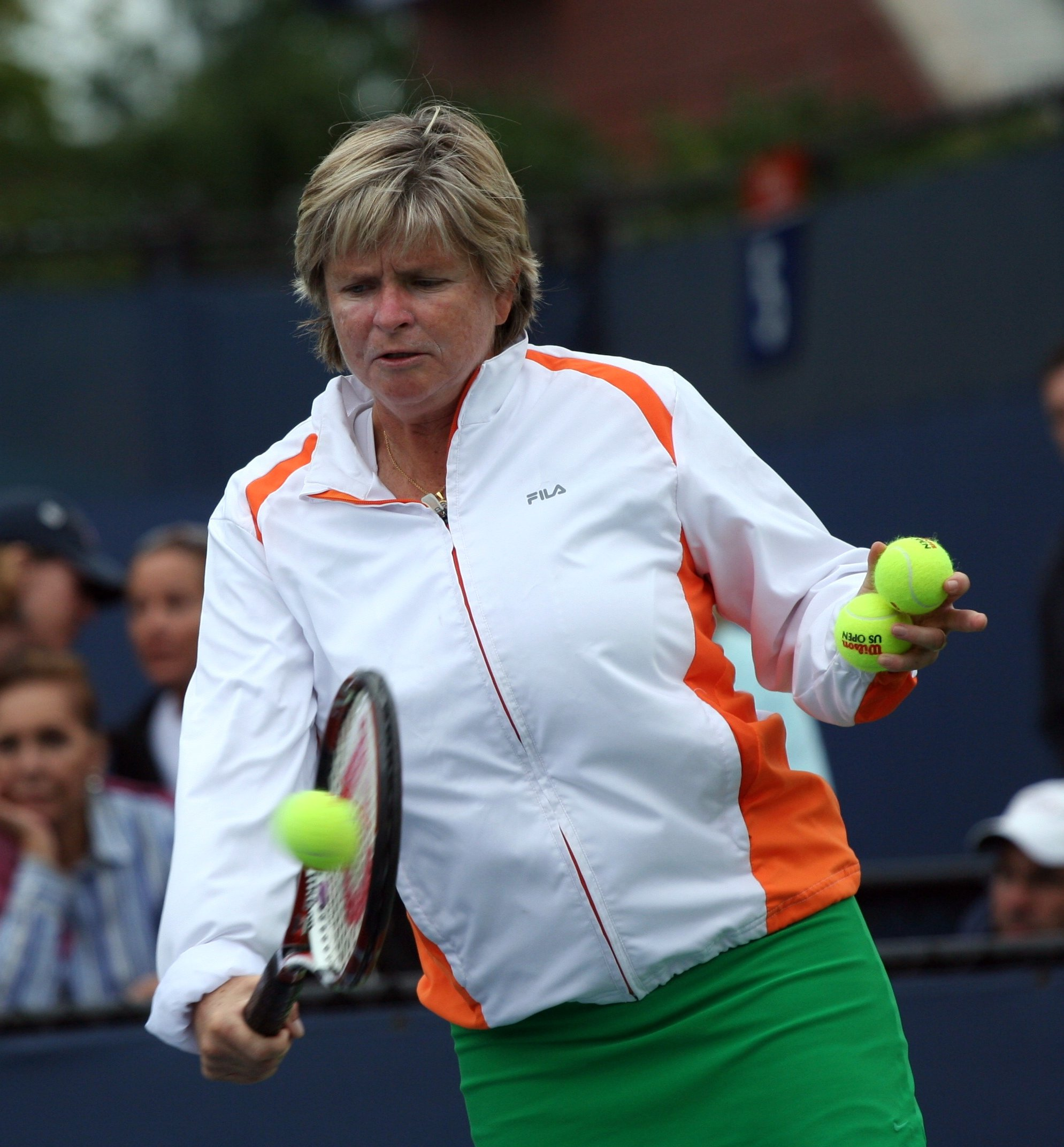
Hana Mandliková, 2009.

- Ett arabiskt namn med betydelsen glädje.[källa behövs]
- En tjeckisk och slovakisk variant av Hanna.[källa behövs]
- Ett japanskt namn med betydelsen blomma(はな).[1][2]
- Ett albanskt namn med betydelsen "måne".[källa behövs]
- En historisk region i Mähren, i dagens Tjeckien

Namnsdag: saknas

## Personer med namnet Hana
- Hana Cakuli, albansk sångerska
- Hana Mandliková, tjeckoslovakisk-australiensisk tennisspelare